# Batalla de Kletsk
La batalla de Kletsk (lituano: Klecko mūšis) se libró el 6 de agosto de 1506 cerca de Kletsk entre el ejército del Gran Ducado de Lituania, comandado por el marszałek Michal Glinski y el ejército de los aliados del Principado de Moscú, el Kanato de Crimea, dirigido por los hijos del kan Meñli I Giray, Fetih y Burnaş Giray. Esta batalla es considerada como una de las mayores victorias de los lituanos sobre los tártaros.
Durante la Guerra moscovita-lituana de 1503, el ejército de los tártaros de Crimea se dedicó a saquear las ciudades del sur de Lituania, como por ejemplo Slutsk, Kletsk y Nesvizh, llegando incluso a amenazar la capital, Vilna. Como prevención, en 1503 el Gran Duque de Lituania, Alejandro I Jagellón, ordenó la construcción de una gran muralla defensiva alrededor de Vilna, cuyas obras terminaron en 1522. Al mismo tiempo, empezaron a surgir conflictos en el Consejo lituano de Señores. Michal Glinski se convirtió en el favorito del Gran Duque y eclipsó la influencia de Janusz Zabrzeziński. Durante a regencia del trono lituano del hermano de Alejandro, Segismundo I Jagellón en 1506, el ejército tártaro invadió el Gran Ducado. 7.000 soldados, fuertemente dirigidos por Glinski, marcharon de Lida y se enfrentaron a los tártaros en Kletsk. los lituanos encontraron a su enemigo desprevenido, y los crimeanos fueron rápidamente derrotados. Sin embargo, el resultado de esta batalla fue de poca importancia durante las Guerras moscovita-lituanas.